# Những chiếc lá thời gian
Những chiếc lá thời gian là phim video phát hành năm 2007 của Việt Nam do Lê Cung Bắc và Bùi Quang Đạt đạo diễn, kịch bản của Châu Thổ và Bùi Quang Đạt.

## Nội dung
Nguyễn và Thủy yêu nhau nhưng cha của Thủy lại muốn gả cô cho chàng trai con nhà giàu tương lai sẽ làm giám đốc một doanh nghiệp lớn.
Để cản ngăn chuyện tình đôi trẻ, ông yêu cầu  sính lễ quá khả năng của Nguyễn. Nguyễn sau đó giả danh Tuấn, con ông bà Nhân, để sang Mỹ theo diện HO, anh phải bươn trải nhiều nghề để kiếm sống ... Cũng tại đây, Nguyễn có được một cô bạn gái xinh đẹp Angela bên cạnh luôn động viên giúp đỡ nhưng anh vẫn hoài mơ về hình bóng người yêu cũ. Trong khi ở Việt Nam, vì cha bị vỡ nợ, Thủy đã bằng lòng lấy giám đốc Long để cứu gia đình.
Nguyễn về nước, biết Thủy đã có chồng, anh đau khổ bỏ đi. Cuối cùng, số phận đã mỉm cười khi Nguyễn dùng số tiền tích lũy để sang lại một cơ sở làm nail của một người bạn. Nguyễn đã tiếp tục học và tốt nghiệp kỹ sư máy tính. Anh gặp vận may và nhanh chóng trở thành một giám đốc trẻ thành đạt trên đất Mỹ. Thời gian sau, vì lời hứa với ông Nhân, người dượng đã mất, Nguyễn về nước định cưới Lệ Chi, con gái của ông Nhân. Nhưng, một lần nữa, cơ duyên may mắn đã đưa anh gặp được Hợp Phố.

## Diễn viên
- Quang Dũng trong vai Nguyễn
- Việt Trinh trong vai Thủy
- Diệp Lang trong vai Ông Năm
- Thanh Nguyệt trong vai Bà Năm
- Jennifer Phạm trong vai Angela
- Hà Xuyên trong vai Bà Nhân
- Lương Mỹ trong vai Mẹ Nguyễn
- Thương Tín trong vai Ông Nhân
- Trường Thịnh trong vai Long
- Mai Mai trong vai Hợp Phố
- Nhật Kim Anh trong vai Lệ Chi

## Sản xuất và phát hành
Bộ phim được thực hiện vào cuối năm 2006, các cảnh quay của Jennifer Phạm tại Việt Nam được thực hiện trong vòng 1 tuần. Âm nhạc của phim do nhạc sĩ Bảo Phúc đảm nhận, ca khúc chủ đề của phim do Diệu Hương sáng tác và Quang Dũng thể hiện. Sau bộ phim này, Quang Dũng và Jennifer tổ chức kết hôn vào tháng 7 năm 2007.
Bộ phim có tổng thời lượng 120 phút và chia làm 2 tập, Green Lake Production LLC phát dưới dạng DVD tại Hoa Kỳ, sau đó được phát sòng trên Đài Phát thanh – Truyền hình Bình Dương.

## Giải thưởng
| Năm  | Giải thưởng                        | Đề cử            | Nhận giải | Kết quả             | Chú thích |
| ---- | ---------------------------------- | ---------------- | --------- | ------------------- | --------- |
| 2007 | Liên hoan phim Việt Nam lần thứ 15 | Phim xuất sắc    | (bộ phim) | Giải thưởng của BGK | [ 5 ]     |
| 2007 | Liên hoan phim Việt Nam lần thứ 15 | Nhạc sĩ xuất sắc | Bảo Phúc  | Đoạt giải           | [ 5 ]     |